# José Manuel Díaz Novoa
José Manuel Díaz Novoa (Gijón, Asturias, España, 1 de enero de 1944) es un exfutbolista y exentrenador español.

## Trayectoria
Novoa fue un interior que jugó en el Real Sporting de Gijón y el R. C. Celta de Vigo, equipo con el cual llegó a disputar un partido en Primera División. Abandonó la práctica del fútbol a la edad de veintisiete años, tras una lesión de menisco cuando era jugador del Real Avilés C. F.
Su popularidad le llegó como entrenador, al frente de equipos como el Real Sporting, Celta de Vigo, Real Burgos C. F. o R. C. D. Español. También se ha hecho cargo de la selección de fútbol de Asturias en dos ocasiones.
Es el entrenador que más veces ha dirigido al Real Sporting, con un total de 371 partidos, 230 de ellos en Primera División. También fue director deportivo del Sporting en 1997.

## Clubes

### Como jugador
| Club                | País   | Año       |
| ------------------- | ------ | --------- |
| Real Gijón          | España | 1962-1967 |
| R. C. Celta de Vigo | España | 1967-1970 |
| Real Avilés C. F.   | España | 1970-1971 |

### Como entrenador
| Club                       | País   | Año            |
| -------------------------- | ------ | -------------- |
| C. D. Gijón                | España | 1973-1979      |
| Real Sporting de Gijón     | España | 1979-1980 1982 |
| Sporting de Gijón Atlético | España | 1982-1983      |
| Real Sporting de Gijón     | España | 1984-1988      |
| R. C. Celta de Vigo        | España | 1988-1989      |
| Real Burgos C. F.          | España | 1990-1992      |
| R. C. D. Español           | España | 1992-1993      |
| Real Sporting de Gijón     | España | 1996           |
| Málaga C. F.               | España | 1996-1997      |
| Real Sporting de Gijón     | España | 1997-1998      |